# 佩圖霍沃區

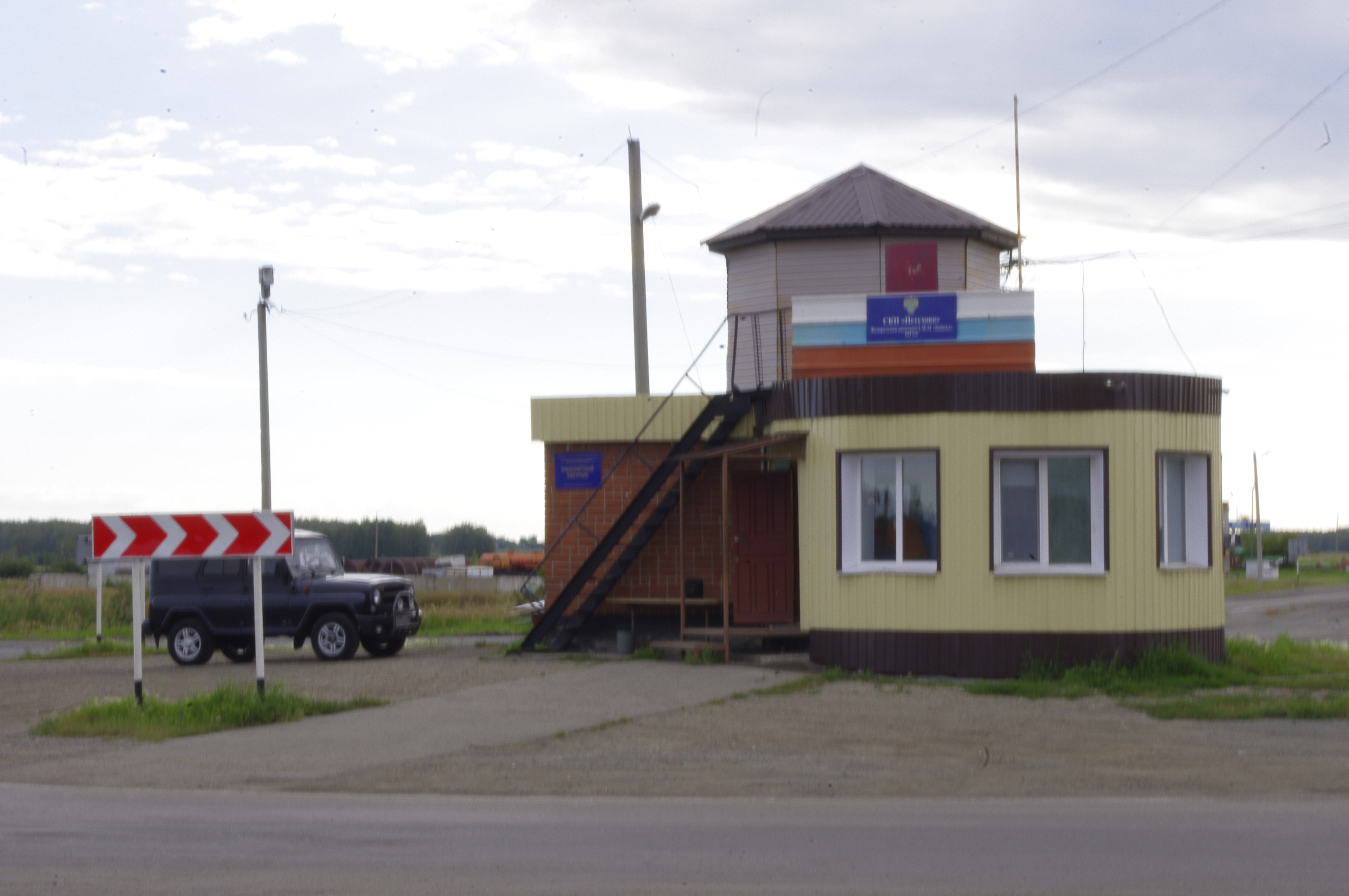

55°04′N 67°53′E / 55.067°N 67.883°E
佩圖霍沃區（俄语：Петуховский район），是俄羅斯的一個區，位於該國南部，由庫爾干州負責管轄，面積2,780平方公里，2010年該區人口20,493，人口密度每平方公里7.37人。